# Ivan Pecnik
Pour les articles homonymes, voir Pecnik (homonymie).
Ivan Pecnik, né à Anvers (Belgique) le 2 avril 1966, est un acteur belge d'expression flamande, surtout connu pour ses rôles tenus dans des séries  télévisées dont ceux du commissaire Wim Jacobs dans la série policière dramatique Zone Stad et de Hans De Roose dans la série Sara.

## Filmographie partielle

### Au cinéma
- 2011 : Hasta la vista  de Geoffrey Enthoven  : Theo
- 2013 : Oculus[1] de Mike Flanagan : Branco (court-métrage)
- 2013 : Nymphomaniac : Vol. II  de Lars von Trier : le deuxième homme dans la voiture
- 2014 : Labyrinthus  de Douglas Boswell : Eddy
- 2014 : Brabançonne  de Vincent Bal : Willy

### À la télévision
- 2005 : Matrioshki : Le Trafic de la honte (1 épisode)